# Sofia Milos

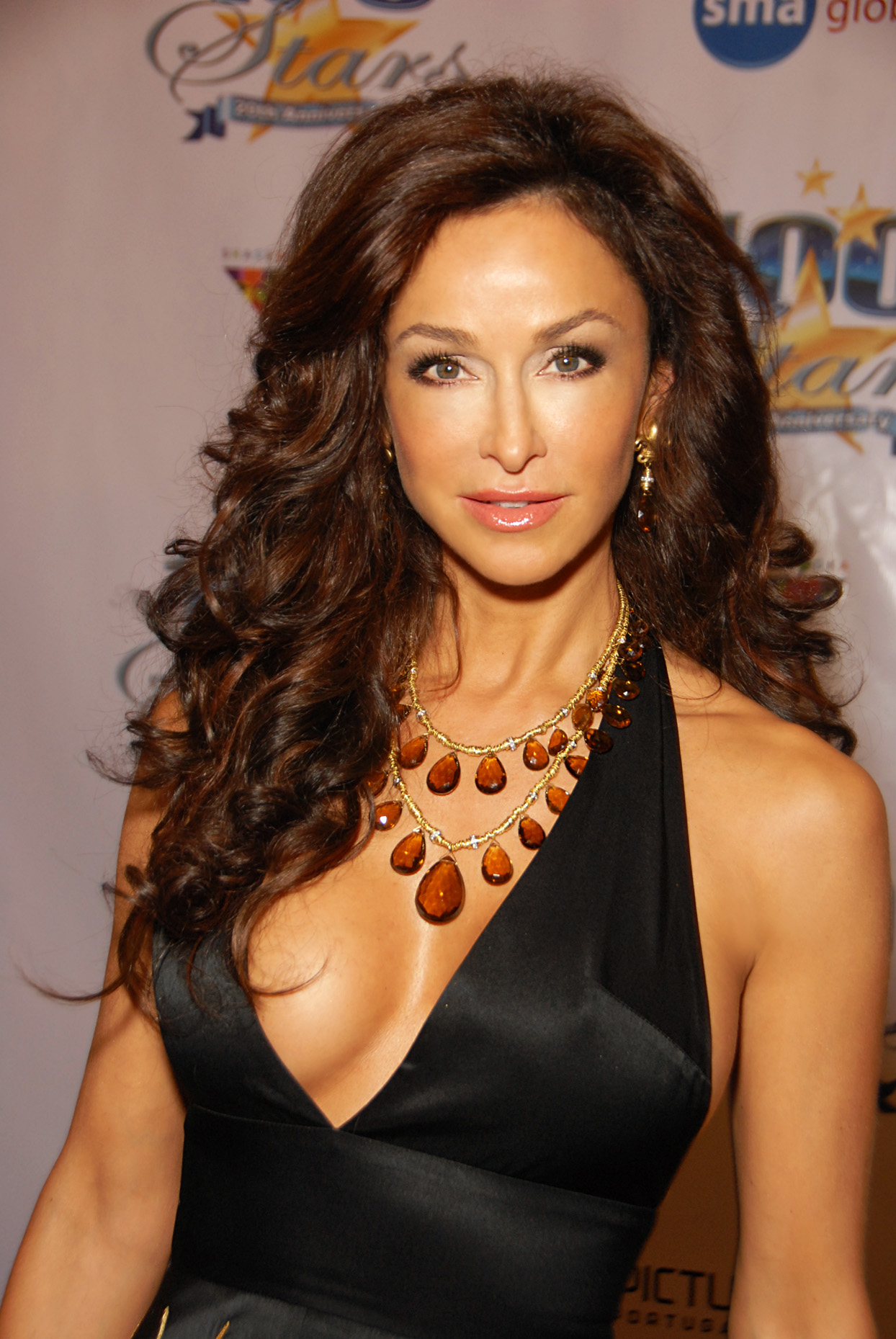
Sofia Milos in Beverly Hills 2010

Sofia Milos (* 27. September 1969 in Zürich) ist eine griechisch-italienische Schauspielerin.

## Leben
Die Tochter einer griechischen Mutter und eines italienischen Vaters, die noch einen Bruder hat, verbrachte ihre ersten Lebensjahre in der Schweiz. Durch ihr französisches Kindermädchen lernte sie früh die französische Sprache. Milos ging in der Schweiz zur Schule. Später zog sie nach Rom, wo sie im Alter von 14 Jahren an einem örtlichen Schönheitswettbewerb teilnahm. Sie gewann dort den ersten Preis, anschließend den Wettbewerb der Provinz und schließlich auch den regionalen und nationalen Wettbewerb.
Bereits mit 15 begann sie zu modeln, sie arbeitete in den großen Modestädten Mailand, Paris, New York, Tokio und München. Einen Teil ihres Verdienstes nutzte sie, um in der Schweiz Betriebswirtschaftslehre zu studieren. Schließlich verkaufte sie mit 19 Jahren selbstentworfene Kleider. Durch ihre Arbeiten sowohl in der Schweiz als auch in Deutschland und Spanien erlernte sie die Sprachen der jeweiligen Länder. Sie gehört Scientology an und engagiert sich für deren Unterorganisation Citizens Commission on Human Rights.

## Schauspielkarriere
1990 zog sie für kurze Zeit nach New York, bevor sie nach Los Angeles ging. Sie nahm Schauspielunterricht im Beverly Hills Playhouse und arbeitete in örtlichen Theaterproduktionen mit, bis sie 1992 in dem Indie-Film Out of Control ihre Debütrolle bekam. 1993 erhielt sie die Rolle der Fabiana Borelli, eines italienischen Modells, das in Paris lebt, für die NBC-Sitcom Cafe Americain. Als die Serie 1994 abgesetzt worden war, trat sie als Gast-Schauspielerin in einigen Fernsehserien auf, wie etwa Platypus Man, Friends, Vanishing Son und Weird Science.
Milos kehrte nach einigen kleineren Rollen 1998 mit der Parodie Jane Austen’s Mafia! auf die Leinwand zurück. 1999 war sie dann in Screw Loose und 2000 in The Ladies Man zu sehen. In Die Sopranos hatte sie 2000 eine weitere Gastrolle in einer HBO-Serie. Im selben Jahr musste sie als Richard Lewis’ Freundin in einigen Folgen von HBOs Lass es, Larry! alle Dialoge improvisieren. 2001 erhielt Milos eine weitere Fernsehrolle als Paulie the Hitwoman in der Serie Thieves von ABC. Im selben Jahr spielte sie neben William Baldwin die Hauptrolle in dem von HBO fürs Fernsehen produzierten Film Double Bang.
2001 spielte sie in The Order eine israelische Polizistin an der Seite von Jean-Claude Van Damme und Charlton Heston. 2002 spielte sie als eine habgierige italienisch-amerikanische Frau in der italienischen Miniserie Lo Zio d’America die Hauptrolle. Die Serie war in Italien eine der erfolgreichsten des Jahres. Im Januar 2003 hatte Milos eine Gastrolle in der NBC-Krankenhausserie Emergency Room – Die Notaufnahme. Im Februar gab sie ihr Debüt als Detective Yelina Salas in der CBS-Erfolgsserie CSI: Miami an der Seite von David Caruso und Emily Procter. Ihren nächsten größeren Auftritt hatte sie 2003 in der Romantik-Komödie Passionada, in der sie neben Jason Isaacs und Celia Amonte eine portugiesische Fado-Sängerin spielte.
Im April 2010 wurde bekannt, dass Sofia Milos in einer Schweizer Episode der Reihe Tatort zu sehen ist. Der Film wurde vom Schweizer Fernsehen jedoch zunächst zurückgezogen und erst am 14. August 2011 (ursprünglich geplant war der 17. April 2011) ausgestrahlt.

## Filmografie (Auswahl)

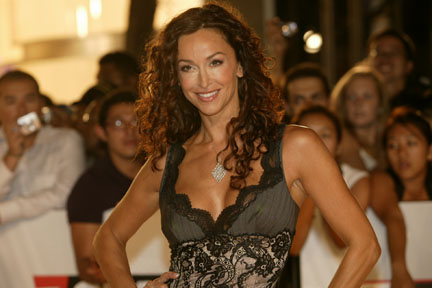
Milos in Toronto 2007

### Film
- 1993: Over The Line aka Out of Control
- 1999: Mafia! – Eine Nudel macht noch keine Spaghetti! (Jane Austen's Mafia!)
- 1999: Screw Loose
- 2000: The Ladies Man
- 2000: Pride & Peril
- 2001: The Order
- 2001: Double Bang
- 2002: Passionada
- 2016: The Stranger Inside
- 2017: Fake News
- 2019: Odissea nell'ospizio

### Fernsehen
- 1993–1994: Cafe Americain (2 Episoden)
- 1994: Friends (1 Episode)
- 1996: Shadow Ops
- 1997–1998: Caroline in the City (20 Episoden)
- 1998–1999: The Secret Lives Of Men (13 Episoden)
- 2000: Die Sopranos (2 Episoden)
- 2003: Emergency Room – Die Notaufnahme (1 Episode)
- 2003–2008: CSI: Miami (60 Episoden)
- 2008: The Border (12 Episoden)
- 2011: Tatort: Wunschdenken

## Videospiele
- 2004: CSI Miami: Detective Yelina Salas (Synchronisation)